# Museu Nacional do Teatro
El Museo Nacional de Teatro de Portugal (en portugués: Museu Nacional do Teatro) fue inaugurado en 1985 y ocupa el Palácio do Monteiro-Mor, situado en la freguesia de Lumiar en Lisboa.
En el acervo del museo, forman parte cerca de 260 000 piezas, trabajos y atrezos de escena, maquetas de escenarios, figurines, diseños, caricaturas, programas, cartas, postales, álbumes de recortes de periódicos, manuscritos, folletos, coplas, discos, partituras, teatros de papel del siglo XVIII al siglo XX, así como una colección con cerca de 25 000 fotografías.
El museo exhibe una exposición permanente y exposiciones temporales dedicadas a artistas o a compañías de teatro, contribuyendo de esta forma al homenaje de los diversos y reconocidos artistas de la escena portuguesa.